# Цинна (місто)
Цинна (нім. Zinna) — громада у Німеччина, у землі Саксонія. Підпорядковується адміністративному округу Лейпциг. Входить до складу району Північна Саксонія. Підпорядковується управлінню Торгау.
Населення — 1 494 особи (на 31 грудня 2010). Площа — 12,20 км².
Офіційний код району — 14 3 89 380.

## Адміністративний поділ
Громада підрозділяється на 2 сільські округи. 